# Sparkassengesetz
Ein Sparkassengesetz ist im Kreditwesen ein Gesetz im Landesrecht, das sich mit der Marktregulierung der öffentlich-rechtlichen Sparkassen befasst.

## Allgemeines
Sparkassengesetze dienen der rechtlichen Vereinheitlichung der öffentlich-rechtlichen Sparkassen. Sie regeln Gründung, Betriebszweck, den öffentlichen Auftrag, Kontrahierungspflichten, Satzung, Trägerschaft und Haftung, Organe, Geschäftsjahr, Jahresabschluss, Gewinnverwendung, Fusionen oder Aufsichtsbehörden. Bei letzteren ist zu beachten, dass Sparkassen wie alle übrigen Kreditinstitute der Bankenaufsicht der Bundesanstalt für Finanzdienstleistungsaufsicht unterliegen (Fachaufsicht), aber zusätzlich auch der Rechtsaufsicht durch das zuständige Finanzministerium.
Sparkassengesetze gelten nicht für freie Sparkassen; es gibt sie nicht in allen Staaten, in denen Sparkassen bestehen. Während in Deutschland die Sparkassengesetze dem Landesrecht unterliegen und deshalb nur für das Rechtsgebiet eines Landes gelten, ist das österreichische Sparkassengesetz ein Bundesgesetz. Die regionalen Sparkassengesetze Deutschlands ähneln sich jedoch sehr stark, auch wenn es in Detailfragen einige Abweichungen gibt.

## Geschichte
Das Erfordernis von Sparkassengesetzen ist auf die Vielzahl von deutschen Sparkassengründungen ab dem 18. Jahrhundert zurückzuführen. Als erste sparkassenähnliche Institute gelten die Leihbank zu Hanau (gegründet im April 1738 durch Landgraf Wilhelm VIII.), die Württembergische Waisenkasse in Roth (1746 durch Anselm II. Schwab), die Braunschweigisch-Herzogliche Leihhaus-Kasse (gegründet im März 1765 „unter landesfürstlicher Garantie“), die – noch existierende – Fürstlich Castell’sche Credit-Casse (1774) oder die Fürstliche Leihkasse in Detmold (1786). Im Juni 1801 nahm die Spar- und Leih-Casse Göttingen als erstes kommunales Kreditinstitut die Arbeit auf.
In den Folgejahren ging eine Vielzahl der Bürgersparkassen in die Trägerschaft der Kommunen über. Die Städteordnung des Heinrich Friedrich Karl vom und zum Stein vom 19. November 1808 sorgte für die kommunale Selbstverwaltung, die dazu führte, dass die Gemeinden die kommunale Sparkassenidee aufgriffen und die Gründung von Sparkassen veranlassten. Im Mai 1818 wurde in Stuttgart die Württembergische Spar-Casse für das ganze Königreich Württemberg gegründet, es folgte im Juni 1818 die Berliner Sparkasse. Im Januar 1819 erfolgte die Gründung der ersten Sparkasse Sachsens in Königsbrück. Die ersten städtischen Sparkassen im Königreich Bayern entstanden in Nürnberg (November 1821), Augsburg (Februar 1822) und Würzburg (Oktober 1822).
Von den im Jahre 1838 bestehenden 86 deutschen Sparkassen besaßen 81 öffentlich-rechtliche Träger. Um diesen regional tätigen Sparkassen eine homogene Rechtsgrundlage zu schaffen, kam 1838 die Idee der Sparkassengesetze auf. Grund hierfür war jedoch zunächst nicht die Vereinheitlichung des Sparkassenrechts, sondern Zweifel, ob die von Sparkassen ausgestellten Sparkassenbücher als Inhaberpapiere nicht der königlichen Genehmigungspflicht aufgrund eines im Juni 1833 ergangenen Gesetzes unterlagen. Am 12. Dezember 1838 kam es schließlich zum „Reglement, die Errichtung des Sparkassenwesens betreffend“, das insbesondere Regelungen für die Verwaltung der Sparkassen und die Sicherheit der Spargelder enthielt. Damit gilt dieses Sparkassengesetz als erste deutsche Regulierung einer Institutsgruppe im Rahmen des Bankrechts. In der im Juli 1875 erlassenen Preußischen Vormundschaftsverordnung sprach der Gesetzgeber erstmals von „öffentlichen Sparkassen“. Allerdings klärte erst im Juli 1900 ein gemeinsamer Erlass des preußischen Innen- und Justizministers darüber auf, dass „unter öffentlichen Sparkassen nur diejenigen zu verstehen sind, welche entweder für Rechnung einer Körperschaft des öffentlichen Rechts betrieben werden oder für deren Verbindlichkeiten eine Körperschaft des öffentlichen Rechts die Garantie übernommen hat“. Durch die 3. Reichsnotverordnung vom 6. Oktober 1931 erhielten die Sparkassen und Girozentralen während der Deutschen Bankenkrise die Rechtsform der Anstalt des öffentlichen Rechts.
Das preußische Sparkassengesetz von 1838 galt in den meisten preußischen Nachfolgestaaten noch nach 1945, so etwa in Hessen (bis Dezember 1954) oder Nordrhein-Westfalen (bis Januar 1958). Die Sparkassen der DDR erhielten inzwischen im März 1956 durch das „Statut der volkseigenen Sparkassen der DDR“ als Aufsichtsorgan das Ministerium der Finanzen der DDR. Die Aufgabe der DDR-Sparkassen beschränkte sich auf die Annahme von Spareinlagen, den Zahlungsverkehr und das Kreditgeschäft (Konsumkredit und Wohnungsbaukredit), während das Wertpapiergeschäft abgeschafft wurde. Im Januar 1976 trat ein neues Sparkassenstatut in Kraft, das die Aufsicht der Staatsbank der DDR übertrug. Es blieb bis zur Wende bestehen und wurde durch das im Juli 1990 erlassene Sparkassengesetz abgelöst.

## Rechtsfragen
Die regionalen Sparkassengesetze schränken die Geschäftstätigkeit der Sparkassen stärker ein als das auch für Sparkassen geltende Kreditwesengesetz (KWG) und die EU-weit gültige Kapitaladäquanzverordnung (englische Abkürzung CRR). Es gilt gegenüber KWG und CRR als lex specialis, das von den Sparkassen vorrangig zu beachten ist.

### Rechtsform
Sparkassen sind in der Regel öffentlich-rechtliche Kreditinstitute. Sie werden/sind von einer Gebietskörperschaft (Gemeinde, Stadt, Landkreis) oder einem Zweckverband als öffentlichem Träger errichtet. In den Anfangsjahren des Sparkassenwesens war die Sparkasse oftmals ein unselbständiger Teil der Kommunalverwaltung. Ihre heutige, in den Gesetzen normierte Rechtsform einer eigenverantwortlichen Anstalt des öffentlichen Rechts bildete sich in der Weimarer Republik aus.
Neben den öffentlich-rechtlichen Sparkassen gibt es so genannte „Freie Sparkassen“, die sich, zuvor als Wirtschaftlicher Verein oder Stiftung ausgestaltet, in jüngerer Zeit zur Rechtsform der Kapitalgesellschaft hin entwickelt haben. Die Institute sind im Verband der Deutschen Freien Öffentlichen Sparkassen zusammengeschlossen. Auch in Österreich existieren Sparkassen in der Rechtsform der Aktiengesellschaft.
Die Bezeichnung „Sparkasse“ ist ebenso wie die Bezeichnung „Bank“ oder „Bankier“ in Deutschland in den §§ 39 und § 40 KWG geschützt.

### Trägerschaft
Der die Sparkasse ins Leben rufenden Körperschaft, ihrem Träger, oblagen in der Vergangenheit Anstaltslast und Gewährträgerhaftung.
- Als Anstaltslast ist die Verantwortung der öffentlichen Hand zu verstehen, für ihre rechtlich selbstständigen öffentlichen Organisationsformen einzustehen. Träger der Anstaltslast war eine einzelne Gemeinde (z. B. bei einer Stadtsparkasse) oder eine Mehrzahl von Kommunen (z. B. bei einer Kreissparkasse). Der Träger musste deshalb in der Vergangenheit gegebenenfalls für eine angemessene personelle und finanzielle Ausstattung, eventuell durch Bereitstellung von Dotationskapital, sorgen, um seiner Einrichtung eine ordnungsgemäße Aufgabenerfüllung zu ermöglichen. Die Sparkassengesetze regeln in ihren heutigen Fassungen, dass mit Wirkung ab dem 19. Juli 2005 gegenüber dem Träger weder ein Anspruch der Sparkasse noch eine sonstige Verpflichtung besteht, ihr irgendwelche Mittel zur Verfügung zu stellen.

- Die Gewährträgerhaftung griff, wenn eine Sparkasse überschuldet war und kein eigenes Vermögen mehr hatte. Reichten – grob vereinfacht – die vorhandenen Eigenmittel (Sicherheitsrücklagen) nicht aus, musste im Falle einer Zahlungsunfähigkeit der hinter der Sparkasse stehende Träger haften und für die Rückzahlung der bei der Sparkasse angelegten Geldbeträge sorgen. Das private Bankwesen vermutete darin Nachteile für sich und schaltete im März 1993 die EU-Kommission in Brüssel ein. Die Gewährträgerhaftung für öffentlich-rechtliche Institute wurde nach langer Diskussion im Rahmen der Brüsseler Konkordanz im Juli 2001 abgeschafft und die Anstaltslast ersetzt, um etwaige ungerechtfertigte Wettbewerbsvorteile gegenüber den Mitbewerbern auszuschließen.

Die Sparkassengesetze bestimmen nunmehr, dass Gläubigern im Überschuldungsfalle allein das gesamte Vermögen der Sparkasse haftet und ihr Träger nicht für die Verbindlichkeiten des Instituts aufkommt. Um Einleger im Falle der Insolvenz zu schützen, existieren zusätzlich Sicherungseinrichtungen der regionalen Sparkassenverbände.
Öffentlich-rechtliche Sparkassen erwirtschaften ihr haftendes Eigenkapital im Wege der Eigenfinanzierung selbst, es gibt keine Kapitalzuführungen durch Außenstehende. Mehr als früher besteht für eine Sparkasse der Zwang, durch vorsichtiges Geschäftsgebaren angemessene Erträge zu erzielen, um gemäß ihrem Auftrag dauerhaft ihre Kunden bedienen zu können.

### Unternehmenszweck
Die Sparkassen haben der breiten Bevölkerung Möglichkeiten zur sicheren und verzinslichen Geldanlage einzuräumen und sollen die örtlichen Kreditnachfrage befriedigen. Sie sollen den bargeldlosen Zahlungsverkehr fördern. Die Sparkassen haben den Sparsinn in der Bevölkerung zu pflegen. Sie stellen die Versorgung der Bevölkerung ihres Geschäftsgebietes mit geld- und kreditwirtschaftlichen Leistungen sicher. Sie fördern die allgemeine Vermögensbildung und die Wirtschaftserziehung der Jugend (Jugendkonto). Wichtige sparkassentypische Geschäftszweige sind daher das Einlagengeschäft, Kreditgeschäft und der Inlandszahlungsverkehr.

### Öffentlicher Auftrag
Der öffentliche Auftrag der Sparkassen bestand ursprünglich unter anderem darin, dass sie verschiedene Prinzipien zu beachten hatten, nämlich Beschränkung der Sparkassentätigkeit auf bestimmte Bankgeschäfte (Enumerationsprinzip), Bindung an die Region des Trägers (Regionalprinzip), Zusammenarbeit im Verbund der Sparkassen-Finanzgruppe (Verbundprinzip) und Unterordnung der kleineren lokalen/regionalen Institute unter größere überregionale Institute der Girozentralen und Landesbanken (Subsidiaritätsprinzip). Die Sparkassengesetze sehen viele Liberalisierungen beim Enumerations- und Regionalprinzip vor.
Bei Sparkassen gilt das Regionalprinzip, wonach eine Sparkasse sich stets ausschließlich in ihrem Geschäftsgebiet betätigen darf. Nach § 3 SpkG NRW ist das Regionalprinzip auf das Kreditgeschäft und Kapitalbeteiligungen der Sparkassen an anderen Unternehmen beschränkt, Einlagen dürfen dagegen auch von Kunden außerhalb des Geschäftsgebiets angenommen werden. Kreditnehmer und Unternehmen müssen ihren Wohn- oder Geschäftssitz oder ihre Niederlassung im Geschäftsgebiet haben. Es gibt hiervon eng begrenzte Legalausnahmen wie etwa Derivate und speziell Kreditderivate, die auch mit Kontrahenten außerhalb des Geschäftsgebiets abgeschlossen werden dürfen.
Für überregional tätige mittelständische Firmenkunden können deshalb Konsortialkredite beispielsweise mit der zuständigen Landesbank eine Lösung darstellen (Gemeinschaftskredite). Da die Befriedigung vertretbaren Kundenbedarfs oberstes Ziel ist, kann es im Einzelfall jedoch Abweichungen vom Regionalprinzip geben.
Die Institute sind ferner dem Gemeinnutz verpflichtet, doch nicht gemeinnützig im steuerlichen Sinn. Der Verpflichtung, dem Gemeinwohl zu dienen, werden sie durch Verwendung eines Teiles ihres Jahresüberschusses, aber auch Spenden für gemeinnützige, kulturelle, wissenschaftliche oder soziale Zwecke in ihrem Geschäftsgebiet gerecht. Ebenso zeigt sich im Sponsoring das vom Gesetzgeber gewollte Engagement für die Allgemeinheit.

### Satzung
Das Sparkassengesetz verlangt eine Satzung, die unter anderem Befugnisse des Vorstands oder Details zur Geschäftstätigkeit näher regelt. Die Satzung wird von der Sparkassenaufsichtsbehörde genehmigt und danach veröffentlicht.

## Aufbauorganisation der Sparkasse
Das Sparkassengesetz enthält nähere Bestimmungen über die Verwaltungs- und Vertretungsorgane, das sind im Regelfall der Verwaltungsrat und der Vorstand der Sparkasse. Gegebenenfalls bildet der Verwaltungsrat einen Kreditausschuss, der über hohe Ausleihungen an Kreditnehmer entscheidet. Der Kreditausschuss ist nicht in allen Sparkassengesetzen als Organ vorgesehen.

### Vorstand
Die laufenden Geschäfte der Sparkasse führt eigenverantwortlich der Vorstand. Er legt Zinsen und Preise fest. Er ist verpflichtet, den Verwaltungsrat regelmäßig über den Gang der Geschäfte zu unterrichten. Den Rahmen für die Befugnisse bei Kreditgewährungen steckt üblicherweise die Satzung der Sparkasse ab.

### Verwaltungsrat
Der Verwaltungsrat überwacht den Vorstand. Er erlässt die Geschäftsanweisung für den Vorstand, für einen etwaigen Kreditausschuss und für die Innenrevision. Unter anderem billigt er den Handlungskostenvoranschlag über Personal- und Sachaufwendungen und den Stellenplan. Für bestimmte nicht alltägliche Geschäfte schreibt das Gesetz die Genehmigung durch den Verwaltungsrat vor. Wie sich das Gremium personell zusammensetzt, gibt das Sparkassengesetz vor.

### Kreditausschuss
Ein vom Verwaltungsrat gebildeter Kreditausschuss trifft in kleinerem Kreis Kreditentscheidungen über die Gewährung von großen Kreditbeträgen, welche die Vorstandskompetenz übersteigen. Die kleinere Personenanzahl lässt ein häufigeres Zusammentreten zu und erleichtert im Interesse der Kunden rasche Kreditzusagen.
Im Sparkassengesetz für Baden-Württemberg (§ 11 SpkG BW) ist der Kreditausschuss als Organ der Sparkasse neben Vorstand und Verwaltungsrat konzipiert. In den meisten Ländern ist der Kreditausschuss jedoch kein eigenständiges Organ.

### Beschäftigte
Durch die Rechtsform der Anstalt des öffentlichen Rechts gilt für die Beschäftigten der Tarifvertrag für den öffentlichen Dienst (TVöD), wodurch sie automatisch Arbeitnehmer im öffentlichen Dienst in Deutschland sind. Sie erhalten nach 15 Jahren Betriebszugehörigkeit einen Versorgungsvertrag, der unter anderem zu ihrer Unkündbarkeit führt. Nach § 34 Abs. 2 TVöD gilt dies für Arbeitsverhältnisse von Beschäftigten, die das 40. Lebensjahr vollendet haben, und nach einer Beschäftigungszeit von mehr als 15 Jahren durch denselben Arbeitgeber nur aus einem wichtigen Grund gekündigt werden dürfen.
Das Sparkassengesetz beinhaltet Regelungen zu den bei der Sparkasse tätigen Beschäftigten, zum Beispiel welches Organ Personal einstellen darf oder über das Vollmachten aufzeigende Unterschriftenverzeichnis. Häufig ist das Gebot der Verschwiegenheit normiert.

## Wirtschaftsführung und Jahresabschluss
Hier sind Bestimmungen zum Geschäftsjahr, zur Aufstellung des erwähnten Voranschlags über laufende Kosten, die Rechnungslegung am Ende des Geschäftsjahres und die Verwendung des Jahresüberschusses getroffen.

### Gemeinschaftseinrichtungen der Sparkassenfinanzgruppe

#### Sparkassenverband
Das Sparkassengesetz enthält die Rechtsgrundlagen für den jeweiligen regionalen Sparkassenverband. Vorgeschrieben werden darin seine Rechtsnatur, das Erfordernis einer Satzung, die Aufgaben und die Organe des Verbandes sowie die Frage geklärt, wer Verbandsmitglied sein kann. Der Sparkassenverband ist beratend für die Sparkasse tätig, aber auch Ansprechpartner für das Ministerium in Sparkassenangelegenheiten. Eine beim Verband eingerichtete, von Weisungen des Verbandes aber unabhängige Prüfungsstelle führt Prüfungen im Auftrage der Aufsichtsbehörden in den Sparkassen durch und testiert deren Jahresabschlüsse.

#### Landesbank/Landesbausparkasse
Die Sparkassengesetze enthalten im Allgemeinen auch Grundsätze zur Kooperation mit der jeweiligen Landesbank/Girozentrale und/oder der Landesbausparkasse. Diese Kooperation betrifft entweder Bankgeschäfte, die der Sparkasse nicht erlaubt sind (etwa Bausparverträge, Börsenhandel) oder Geschäftsarten, für die ihr die technischen Möglichkeiten oder das Know-how fehlen (Außenhandelsfinanzierung, Emission von Aktien oder Anleihen von Kunden).

### Weitere Gesetzeselemente

#### Ermächtigung zu Detailregelungen
Jedes Sparkassengesetz enthält die Ermächtigung der Exekutive durch den Gesetzgeber, in einem von ihm vorgegebenen Rahmen Näheres zu den Sparkassen zu regeln. Davon ist in der Regel durch die Sparkassenverordnung Gebrauch gemacht.

#### Sparkassenverordnung
Die – ebenfalls regionalen – Sparkassenverordnungen regeln das Regionalprinzip, welches das Kreditgeschäft im Regelfall auf das in der Sparkassensatzung festgelegte Satzungsgebiet beschränkt. Das Verbundprinzip sieht die Sparkassen als Teil der Sparkassen-Finanzgruppe vor, so dass die Sparkassen auch die Finanzprodukte der Verbundmitglieder wie etwa Landesbausparkassen oder öffentlicher Erstversicherer vermitteln oder vertreiben dürfen. Die Sparkassenverordnungen schreiben zudem Geschäftsbeschränkungen für das Kreditgeschäft (Beleihungsgrundsätze für Kreditsicherheiten), Kapitalbeteiligungen sowie für die Anlage in Wertpapieren und Geldmarktinstrumenten und Derivaten vor, regeln konkrete Zuständigkeiten der Organe oder die Kraftloserklärung von Sparurkunden.

#### Gebietsreformen
Vor allem bei der in den Sparkassengesetzen geregelten Vereinigung von Sparkassen, deren Neuordnung bei Gebietsreformen oder Gemeindefusionen ihrer Träger oder der Übertragung von Filialen haben sich die Sparkassengesetze bewährt. So führte beispielsweise die Gebietsreform in Nordrhein-Westfalen zu erheblichen Auswirkungen auf die Sparkassen etwa beim im Januar 1975 in Kraft getretenen Köln-Gesetz. Dieses Köln-Gesetz brachte die Auflösung der ehemaligen Landkreise Köln und Bergheim mit sich, die im Erftkreis aufgingen. Hierdurch verlor die Kreissparkasse Köln 26 Zweigstellen an die Stadtsparkasse Köln. Die Übertragung der nunmehr außerhalb des Gewährträgergebiets der Kreissparkasse Köln liegenden Filialen wurde zum 30. Juni 1983 durch die Sparkassenaufsicht angeordnet.

#### Übergangs- und Schlussbestimmungen
Hierin wird im Gesetz stets das Datum des Inkrafttretens genannt. Ferner können Überleitungsregeln aus Rechtsänderungen gelten.